# 空中客车A321
空中巴士A321（英語：Airbus A321）是空中巴士製造的空中巴士A320系列中短程雙引擎窄體客機，其系列成員尚包括A318、A319、A320以及商務客機ACJ，為空中巴士最暢銷的產品。A321是以A320為基準的衍生產品，由A320拉長6.94公尺的機身，可搭載185至236名旅客，並於原始A320投入營運的大約六年後（1994年）投入使用。A321與空中巴士A320系列有相同的型別認證，使機師可在空中巴士A320系列間不同的飛機彈性派飛，不須額外的受訓。
空中巴士集團在A320neo系列獲得極大成功之後即開始規劃其下一代接替之機種，並在重新設計一架新的窄體客機，或是大幅修改原A320之設計間進行考量。在為了能快速進入市場的考量下，空巴集團決定以現有之A320為基礎，以大幅改良機體為出發取代重新打造一架全新的客機，隨即於2010年宣布空中巴士A320neo系列計畫，其neo為「新引擎選擇（New Engine Option）」之縮寫。同樣以A320neo延長的A321neo提供更高效率的發動機，結合了機身的優化及安裝鯊魚鰭（sharklet），使A321neo可節省約15%燃油。A321neo可搭載最多244名旅客飛行4,000 nmi（7,400 km；4,600 mi）；而長程版（A321XLR）可搭乘不超過206名旅客，飛行距離進一步提升至4,700 nmi（8,700 km；5,400 mi），首次讓窄體客機具備跨洲飛行能力。
最終組裝廠位於德國漢堡、美國亚拉巴马州莫比尔(Mobile)。截至2025年6月30日止，總計交付3,536架A321，其中3,453架仍在服役中。此外，尚有5,312架A321neo訂單待交付。截至2021年5月，美國航空是全球營運最多A321的航空公司，共營運251架。最後一架A321ceo已交付達美航空。

## 發展歷史
空中巴士A321是A320的衍生機型，開發階段曾稱為A320-500和A325，並於1988年11月24日在獲得10家客戶共183架訂單的承諾後正式推出，大約與A320投入商業使用的時間相同。
1993年3月11日，A321進行首飛，當時的原型機(註冊編號：F-WWIA)搭載了IAEV2500發動機；第二架原型機配備CFM56-5B渦扇發動機，於1993年5月試飛。漢莎航空和意大利航空率先訂購了此款加長的空中客車飛機，分別訂購了20架和40架飛機。漢莎航空第一架V2500-A5動力A321飛機於1994年1月27日抵達，而意大利航空則於1994年3月22日接收第一架CFM56-5B動力飛機。A321-100於1994年1月在漢莎航空服役。
A321的最後組裝是在德國（當時的西德）進行的，為空中巴士首次。
A321為A320系列中最大的變體，其長度超過44.5公尺，最大起飛重量（MTOW）增加至93,000公斤（205,000磅），翼展則保持不變。 A321提供了兩家渦扇發動機供航空公司選擇: CFM國際的CFM56和國際航空發動機公司（IAE）的V2500發動機，兩者的推力範圍均為133–147 kN（30,000–33,000lbf）。
自推出以來的30多年裡，A321最大起飛重量 (MTOW) 從83噸的A321-100增加20%到101噸的A321XLR，座位密度增加了10%(244個座位、增加了 24 個)，航程從2,300海里增加到4,700海里。截至2025年6月，已訂購8,848架A321，佔空中巴士所有窄體飛機的43.7%;A320neo系列訂單的其中63.2%為7,064架A321neo。

## 設計
空中巴士A321是一款窄體單通道飛機，由兩個安裝在機翼掛架上的渦扇發動機提供動力。它是一種低翼懸臂單翼飛機，帶有傳統的尾翼單元，具有單個垂直穩定器和方向舵。與A320的相比，A321在機身拉伸和對機翼上做出了一些修改。機翼前面的機身加長了4.27米（14英呎）和機翼後面的機身加長了2.67米（8英尺9吋），因此A321比A320總共長了6.94米（22英尺9吋）。機身長度的增加使得原本在A320的機翼上方的緊急出口在A321上改成艙門出口，並將其移動到了機翼前後。為了保持性能，A321修改了雙縫襟翼和較小的後緣，將機翼面積從124平方米（1,330 平方英尺）增加到128平方米（1,380 平方英尺）。同時加強了中段機身和起落架，使得A321可以將最大起飛重量增加到83,000公斤（183,000磅）。

## 型號

### A321-100

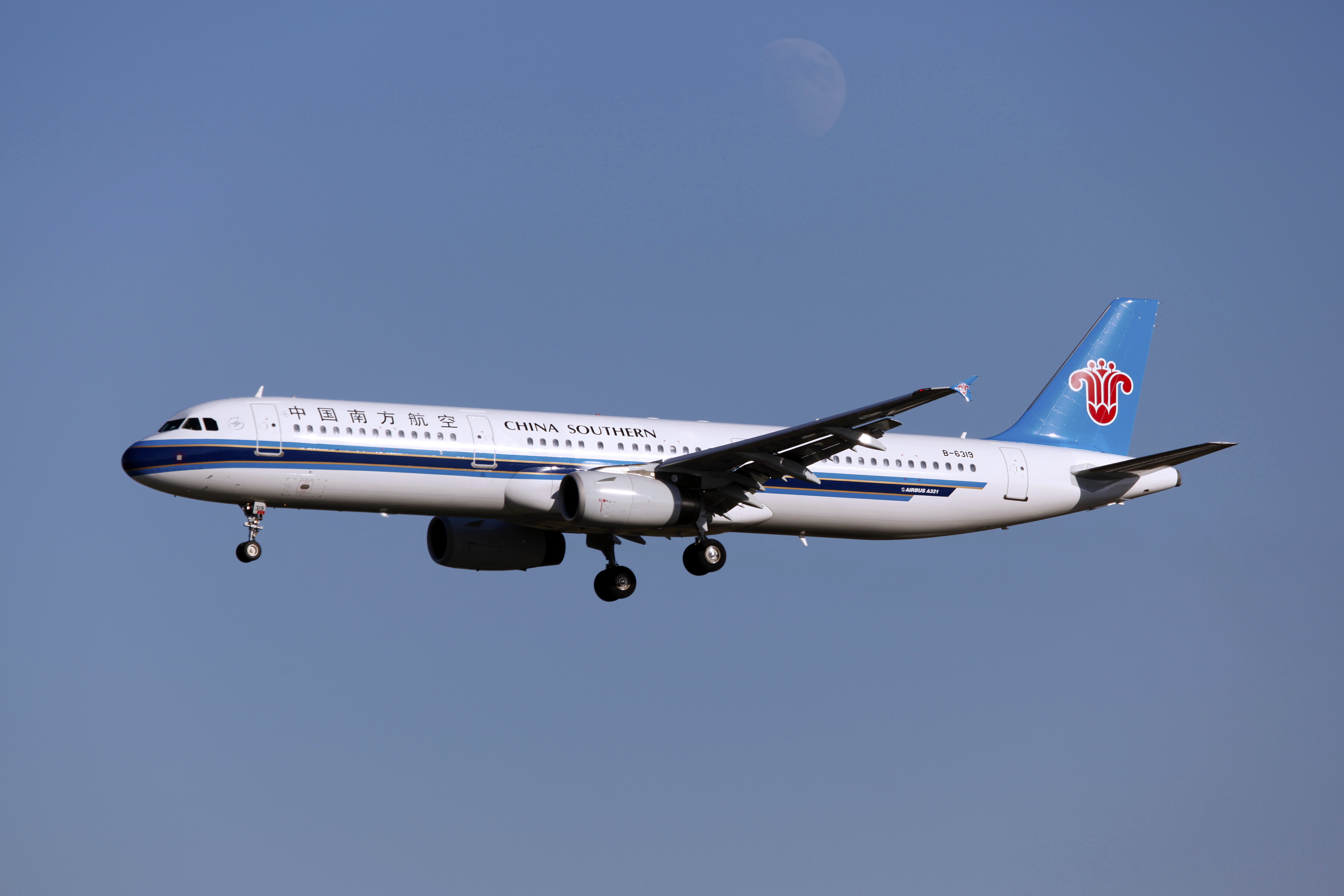
中國南方航空的A321-200客機；中國南方航空是繼美國航空後A321的第二大用戶

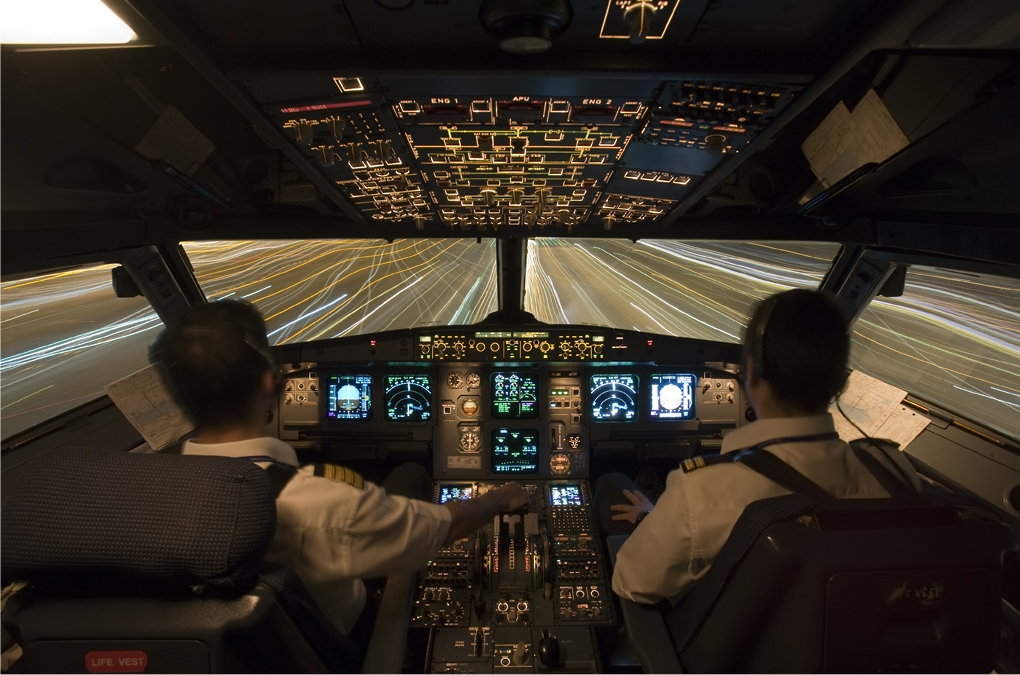
A321的駕駛艙與A318、A319及A320相似。此設計與A330、A340、A350及A380相近，此共通性可加快飛行員操作其他機型間的轉訓時間。這也是第一個使用側置操縱桿（side-stick）與數位電傳操縱（fly-by-wire）飛行控制系統技術的商業民航客機

A321-100為最原始的型號，屬A320的加長變形。機翼面積稍為擴大，起落架被加固，可選擇使用CFM56或V2500引擎，最大推力31,000磅（138千牛頓力）。部分航空公司購買A321代替波音757，因為A321機師的資格證書是與A318、A319和A320共用的。1993年12月，FAA開始頒發系列飛機機師認證，並於1994年交付給漢莎航空。
典型的2等式座艙可以運載185名乘客，巡航距離約2,300海里（4,300公里），因無安裝額外油箱，故飛行距離比A320短。最大起飛重量(MTOW)為83 t（183,000磅）。A321-100僅生產約90架，後續航空公司皆訂購A321-200。

### A321-200
於1995年發布的A321-200，比-100增加燃料箱容量(一或兩個2,990 L（790 US gal）油箱)及最大起飛重量(增至93 t（205,000磅）)，使得飛行距離延長。同樣運載185名乘客，但是巡航距離提高到3,000海里（5500公里）。A321-200使用2台CFM56-5或IAE V2500引擎，最大推力33,000磅（148千牛頓力）。A321-200於1996年12月首飛，並於1997年4月由君主航空投入營運。
現時，全部1,784架A321ceo已經交付。A321ceo的競爭機型是波音737-900/900ER和波音757。

### A321neo
2010年12月1日，空中巴士宣布A320neo計畫，可增加500海里(930公里)巡航距離及節省15%燃油消耗，歸功於新的CFM International LEAP-1A及Pratt & Whitney PW1100G-JM發動機和安裝鯊魚鰭(sharklets)。A321neo於2016年2月9日首飛，並於2016年12月15日取得認證。2017年5月，維珍美國航空開始營運A321neo。

### A321LR

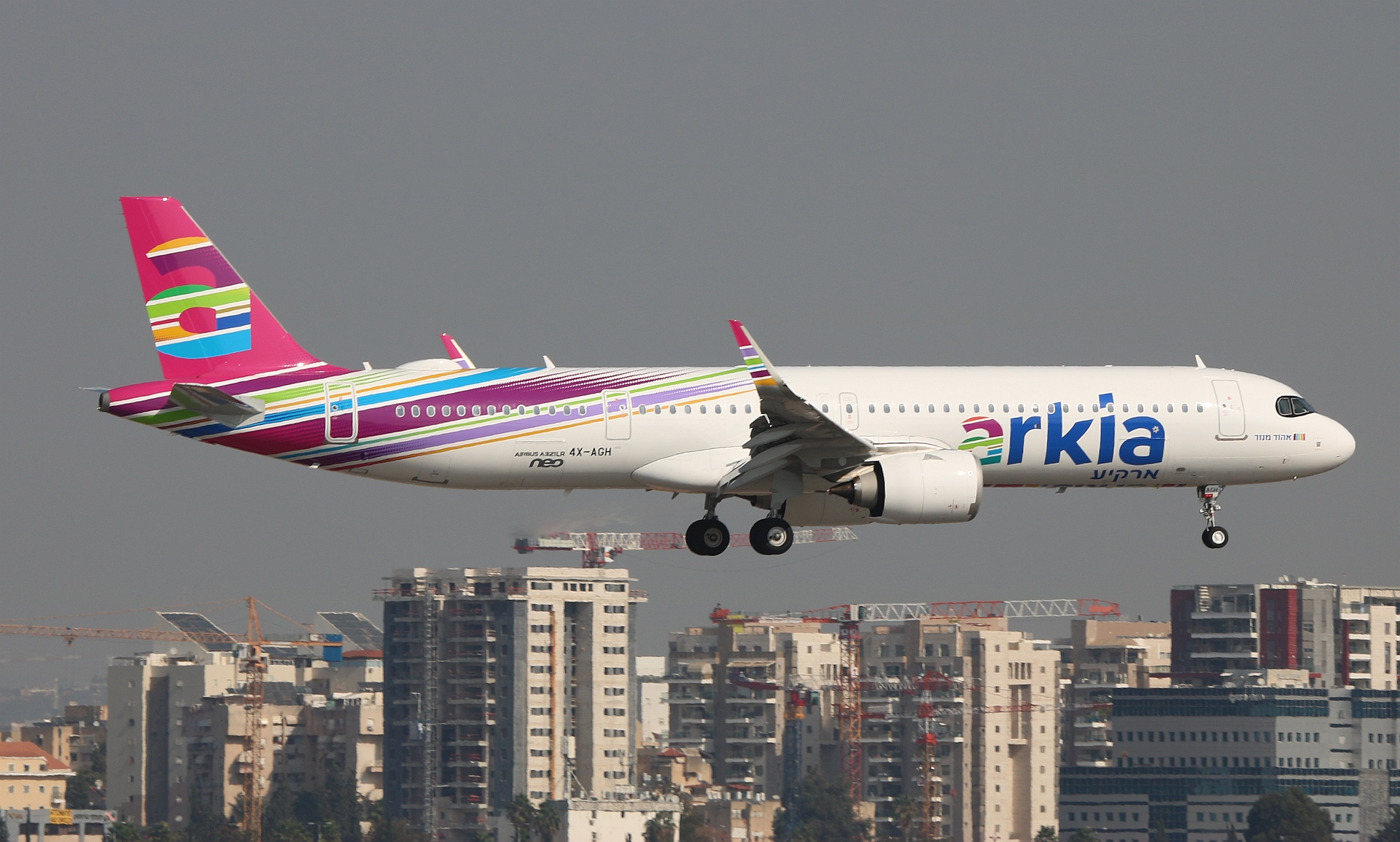
阿基亞以色列航空在2018年11月13日接收了首架A321LR

2014年10月，空中巴士開始銷售A321LR，並於2015年1月13日正式發布A321LR(Long Range)。A321LR 是 A321neo 的衍生版，因其最大起飛重量（MTOW）提高至97噸而得名，在加裝2,990 L（790 US gal）油箱以二級座位編排下可搭載206名乘客航行至4,000 nmi（7,400 km；4,600 mi）。在包含優質經濟艙的二級搭載164乘客可航行至4,100 nmi（7,600 km；4,700 mi）。
波音757-200因日漸老舊而停產，但以廣體客機替代是不符合經濟規模的，空中巴士於是提出以A321LR用作汰換的構想，而運營成本根據座位編排可降低約25-30%。作為競爭方案，波音在2016年推出波音737 MAX 10。
A321LR於2018年1月31日完成首飛，並於2018年10月2日取得認證。2018年11月13日阿基亞以色列航空開始執飛A321LR。

### A321XLR
2018年1月，空中巴士表示它正在研究A321LR的改型，其中最大起飛重量（MTOW）需要进一步增加，並加强起落架。在密度较低的客舱条件下，航程期望能达到4,500海里（5,150英里，8,300公里）。它将覆盖更多可能成为未來波音NMA目标市场的细分市场。雖然部分航空公司對於該機型的商業價值仍抱持謹慎態度，但是對於經營跨大西洋航線的航空公司來說，A321XLR是具有充分潛力的選擇，包括聯合航空在後續也跟進訂購，計畫更換當前營運的波音757-200型客機。在亞洲，他則可以從東亞直接飛行到澳洲，取代廣體機，進一步節省成本。
2018年10月，越洋航空和AerCap表达出了对A321XLR的兴趣。越洋航空可以从蒙特利尔和多伦多出发，到达斯洛伐克斯普利特等东欧目的地。11月，空客表示，A321XLR的最大起飛重量将超过100 t（220,000磅），相比具有相同机翼和发动机的A321LR可多出700海里（810英里，1,300公里）的航程，增加了燃油容量，加强了起落架。2019年1月，加拿大航空表示有兴趣使用窄体机执飞跨大西洋航线，并考虑选择A321XLR和波音737 MAX。
A321XLR于2019年6月17日在巴黎航空展上正式公布，预计自2023年开始交付。它的设计提供了4,700海里（8,700）的航程，并配备了一个新的永久性后中心油箱（RCT），用于装载更多燃料，並改用可承受101公噸（223,000磅）MTOW的起落架，以及一个优化的机翼后缘襟翼以保持起飞性能。RCT将可搭载12,900升（3,400加仑）燃料，相当于4个3,121升（824加仑）当前的辅助中央油箱（ACT），而它的重量就像一个ACT一样，占据两个ACT那么大的空间；如有必要，也可安装前置ACT。几家租赁公司和航空公司的订单在展会上公布，飞机租赁公司ALC为首家宣布订单的公司，该公司订购了27架A321XLR以及其他23架A321neo和50架A220-300。中东航空订购了四架A321XLR，成为該機型启动客户。澳洲航空订购了36架A321XLR，包括将原有26架A321neo订单转换为A321XLR和新订10架，用于在澳大利亚和亚洲之间的航线上运营，并且也将成为启动客户之一。將A321neo訂單更換為A321XLR訂單的還包括了美國航空（30），後續美國航空增購了20架同型機，使總和訂單達50架。Indigo Partners增訂了50架A321XLR。邊疆航空訂購了18架。在2019年航展中，空中巴士公司獲得了243架承諾訂單。
2022年5月，首架A321XLR完成組裝，該型機搭配的動力來源為CFM國際 LEAP。2022年6月15日，A321XLR於漢堡完成首飛，歷時4小時43分鐘。在試飛中，機組對飛行控制系統、引擎等主要系統進行測試，確保所有功能正常。然而，因航安檢驗機構的所提出對油箱的設計問題，原定在2023年交機營運的A321XLR被延後至2024年。

### 客機改裝為貨機（P2F）
目前空中巴士未推出A320/A321全貨機版本，但有嘗試將使用過之客機改裝為貨機。2015年6月17日ST Aerospace與空中巴士及EFW簽屬了合作協議，正式啟動A320/A321客轉貨計畫（P2F）。
首架改裝完之貨機於2020年1月22日首飛。2020年10月27日首架A321-200P2F交付給啟動客戶澳洲航空。

## 訂單與交付數
截至2021年5月底，共有132家航空公司營運A321，其中營運最多及第二多架A321的航空公司分別為美國航空及中國南方航空分別有251及146架。
| A321ceo | 1,791   | 7       | 1,784   | 22    | 9     | 38    | 99    | 183   | 222   | 184   | 150   | 102   | 83   | 66   | 51   |
| A321neo | 4,079   | 3,412   | 667     | 199   | 178   | 168   | 102   | 20    | —     | —     | —     | —     | —    | —    | —    |
| (A321)  | (5,870) | (3,419) | (2,451) | (221) | (187) | (206) | (201) | (203) | (222) | (184) | (150) | (102) | (83) | (66) | (51) |

| A321ceo | 87   | 66   | 51   | 30   | 17   | 35   | 33   | 35   | 49   | 28   | 33   | 35   | 22   | 16   | 22   | 16   |
| A321neo | —    | —    | —    | —    | —    | —    | —    | —    | —    | —    | —    | —    | —    | —    | —    | —    |
| (A321)  | (87) | (66) | (51) | (30) | (17) | (35) | (33) | (35) | (49) | (28) | (33) | (35) | (22) | (16) | (22) | (16) |

資料截至2021年12月底止。

## 效能規格

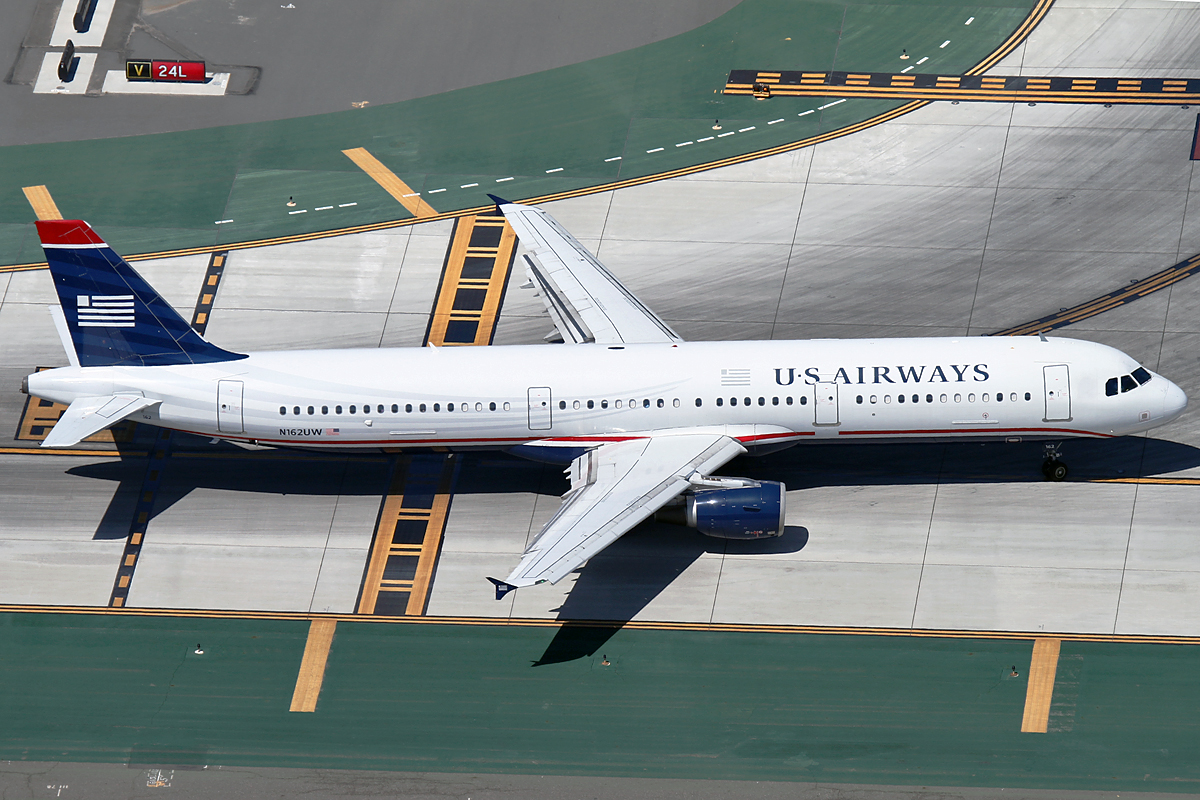
A321由原A320機翼上的緊急逃生門改由機翼前與機翼後的逃生門取代，有些A321neo的逃生門也是沿襲A321ceo之緊急逃生門位置。然而A321neo的ACF彈性客艙之緊急逃生門將原機翼前後的登機門改回機翼上方。

| 機型                | A321                                                                             | A321neo                                                                                                |
| ------------------- | -------------------------------------------------------------------------------- | --- |
| 機師數              | 2                                                                                | 2 |
| 典型2艙等座位數     | 185 (16F @ 36 in, 169Y @ 32 in)                                                  | 206 (16J @ 36 in + 190Y @ 30 in)                                                                       |
| 單一艙等最大座位數  | 220                                                                              | 240 @ 28 in                                                                                            |
| 貨艙容量            | 51.70 m3（1,826 cu ft） / 10×LD3-45s                                             | 51.70 m3（1,826 cu ft） / 10×LD3-45s                                                                   |
| 長度                | 44.51米（146.0英尺）                                                             | 44.51米（146.0英尺）                                                                                   |
| 翼展                | 35.80米（117英尺5英寸）                                                          | 35.80米（117英尺5英寸）                                                                                |
| 機翼                | 面積122.4 m2（1,318 sq ft）, 25° 後掠翼                                          | 面積122.4 m2（1,318 sq ft）, 25° 後掠翼                                                                |
| 高度                | 11.76米（38.6英尺）                                                              | 11.76米（38.6英尺）                                                                                    |
| 機身                | 寬度 × 高度：3.95米 × 4.14米（13.0英尺 × 13.6英尺） 客艙寬度：3.70米（12.1英尺） | 寬度 × 高度：3.95米 × 4.14米（13.0英尺 × 13.6英尺） 客艙寬度：3.70米（12.1英尺）                       |
| 最大起飛重量 (MTOW) | 93.5 t（206,000磅）                                                              | 97 t（213,800磅）                                                                                      |
| 最大載酬 (PayLoad)  | 25.3 t（56,000磅）                                                               | 25.5 t（56,200磅）:3-2-1                                                                               |
| 營運空重 (OEW)      | 48.5 t（107,000磅）                                                              | 50.1 t（110,500磅）                                                                                    |
| 最大燃油容量        | 24,050—30,030 L（6,350—7,930 US gal）                                            | 32,940 L（8,700 US gal）                                                                               |
| 發動機 (×2)         | CFM56-5B, 扇葉直徑68.3英寸（1.73米） IAE V2500-A5,扇葉直徑63.5英寸（1.61米）     | CFM International LEAP-1A, 扇葉直徑78英寸（2.0米） Pratt & Whitney PW1100G-JM, 扇葉直徑81英寸（2.1米） |
| 發動機推力 (×2)     | 133—147 kN（30,000—33,000 lbf）                                                  | 160 kN（35,000 lbf）                                                                                   |
| 速率                | 巡航: Mach 0.78（450 kn；833 km/h）最大: Mach 0.82（473 kn；876 km/h）           | 巡航: Mach 0.78（450 kn；833 km/h）最大: Mach 0.82（473 kn；876 km/h）                                 |
| 實用升限            | 39,100—39,800英尺（11,900—12,100米）                                             | 39,100—39,800英尺（11,900—12,100米）                                                                   |
| 滿載航距            | 3,200 nmi（5,930 km）                                                            | XLR: 4,700 nmi (8,700 km)                                                                              |
| ICAO代碼            | A321                                                                             | A21N                                                                                                   |

### 发动机
空中巴士A321共有兩款引擎選擇。A321ceo可使用CFM56或IAE V2500；A321neo可使用CFM International LEAP-1A或Pratt & Whitney PW1100G-JM。
- CFM56發動機
- IAE V2500發動機
- CFM LEAP-1A發動機
- PW1000G-JM發動機

| 飞机型号  | 发动机                   | 型号合格日期   |
| --------- | ------------------------ | -------------- |
| A321-111  | CFM56-5B1、5B1/P或5B1/2P | 1995年5月27日  |
| A321-112  | CFM56-5B2或5B2/P         | 1995年2月15日  |
| A321-131  | IAE V2530-A5             | 1993年12月17日 |
| A321-211  | CFM56-5B3、5B3/P或5B3/2P | 1997年3月20日  |
| A321-212  | CFM56-5B1、5B1/P或5B1/2P | 2001年8月31日  |
| A321-213  | CFM56-5B2、5B2/P         | 2001年8月31日  |
| A321-231  | IAE V2533-A5             | 1997年3月20日  |
| A321-232  | IAE V2530-A5             | 2001年8月31日  |
| A321-271N | PW1133G-JM               | 2016年12月15日 |
| A321-272N | PW1130G-JM               | 2017年6月27日  |
| A321-251N | CFM LEAP-1A32            | 2018年7月10日  |
| A321-252N | CFM LEAP-1A30            | 2018年1月17日  |
| A321-253N | CFM LEAP-1A33            | 2017年7月10日  |

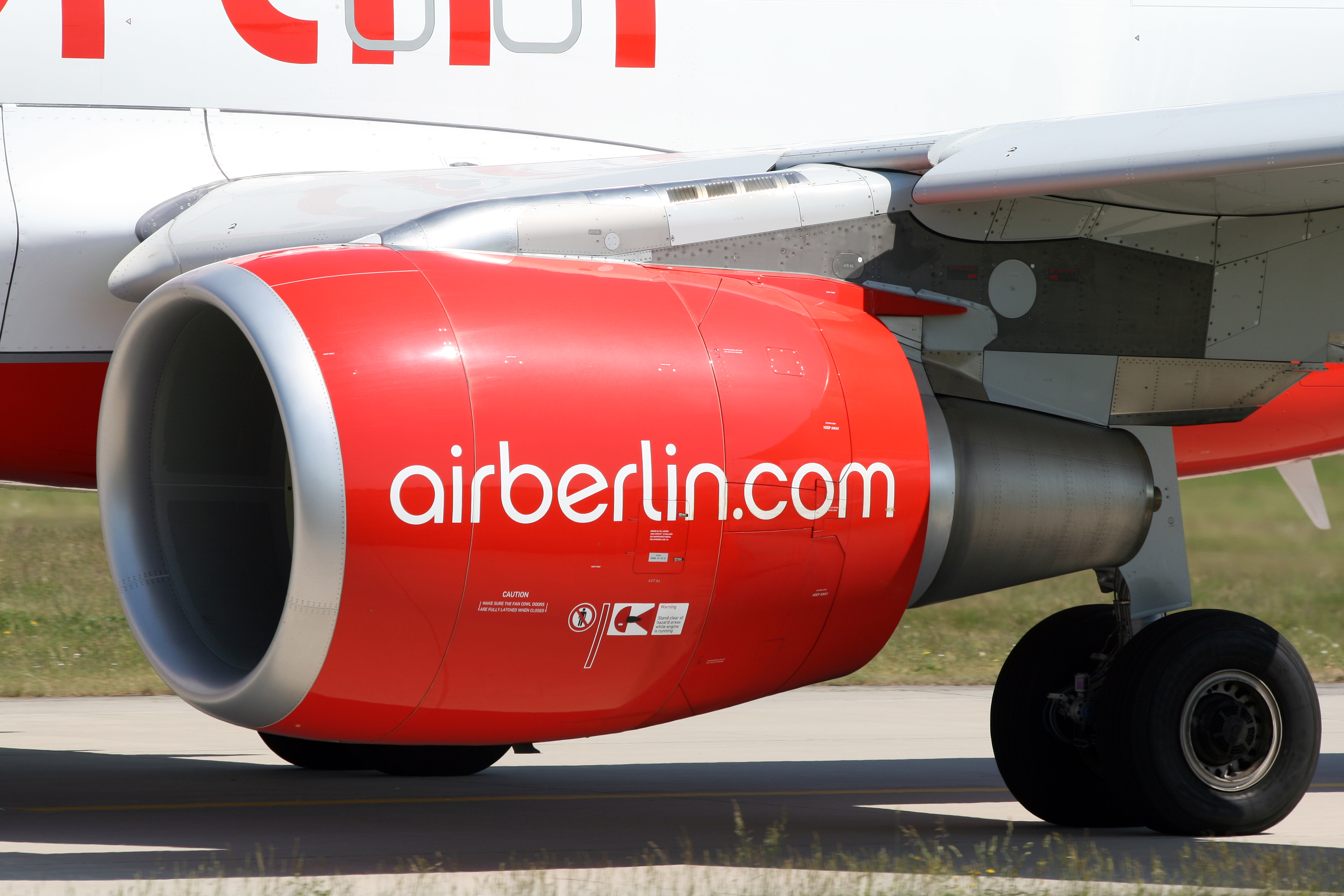
CFM56發動機
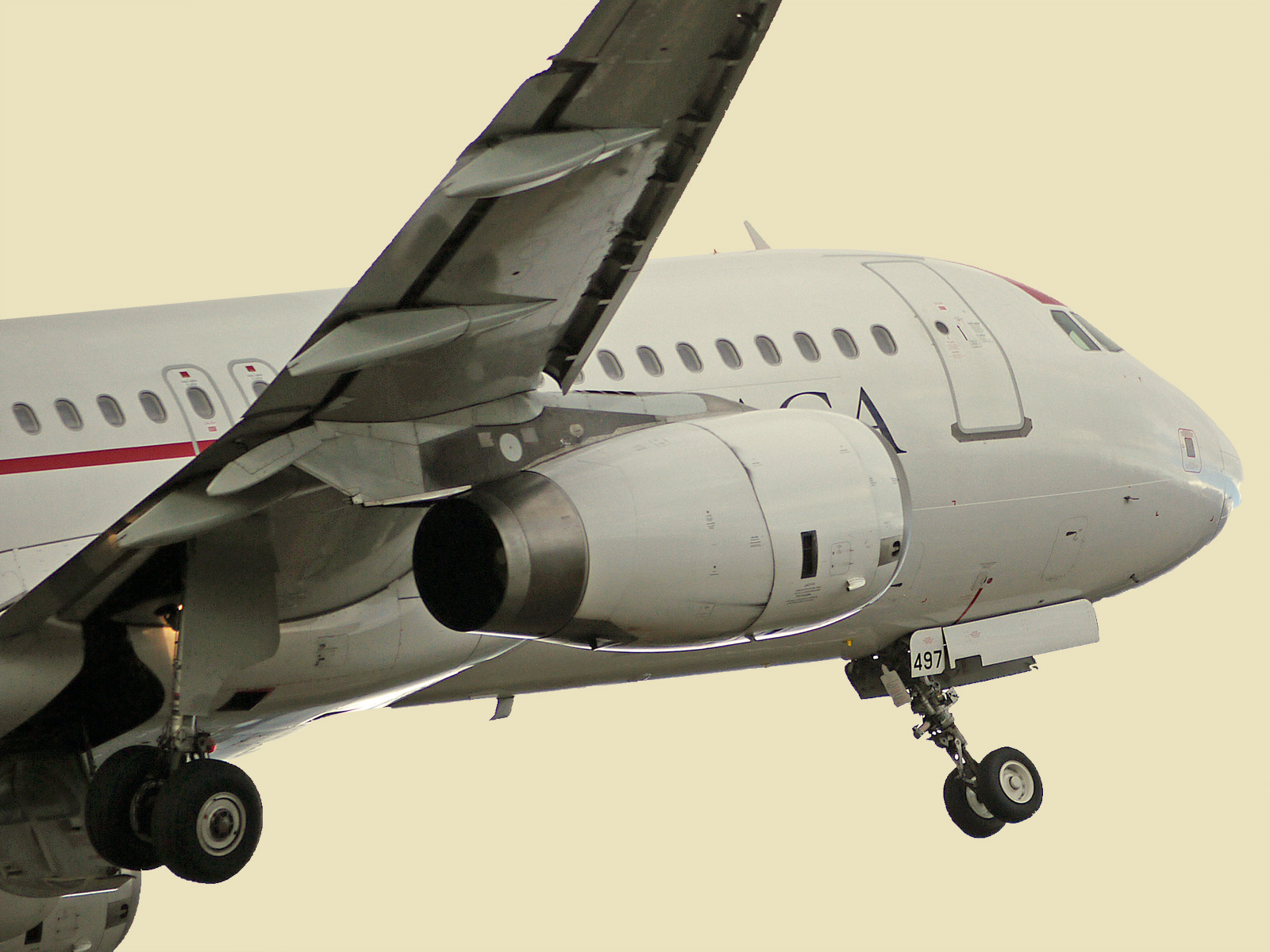
IAE V2500發動機
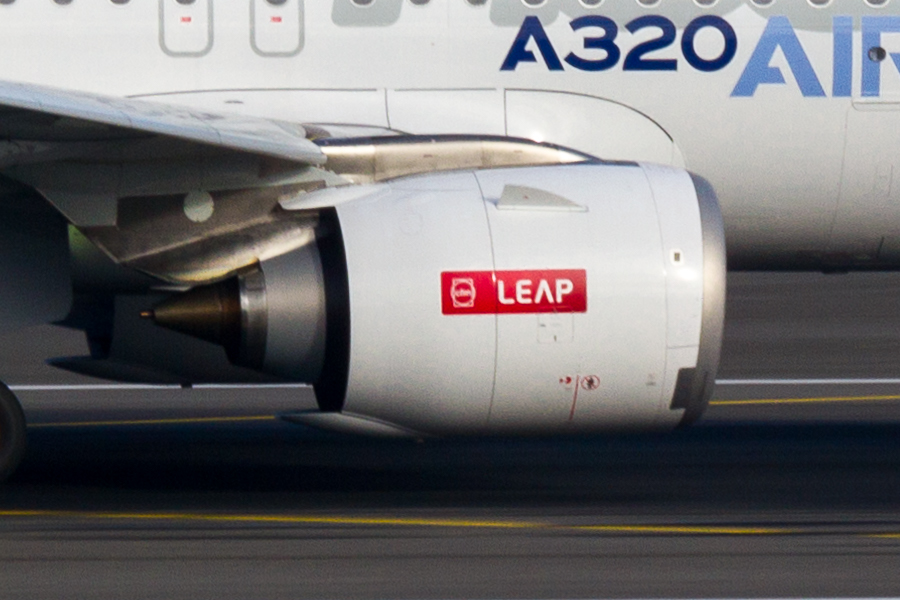
CFM LEAP-1A發動機
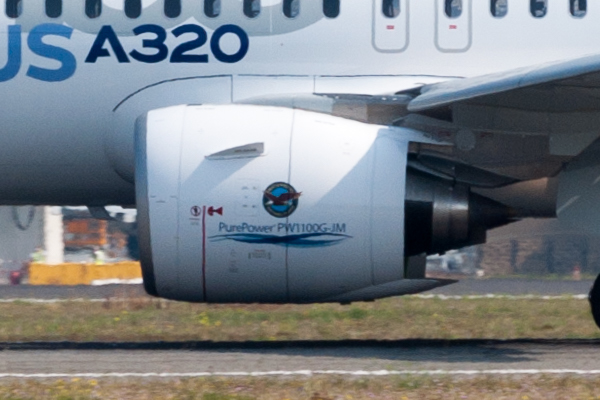
PW1000G-JM發動機

備註：A321-25xNX以及A321-27xNX為ACF彈性客艙構型代號

## 相關機型
- 空中客车A320系列
- 空中客车A320neo系列

### 競爭機型
- 波音737-900
- 波音757
- 伊爾庫特MC-21

## 備註
1. ↑  無額外油箱
2. ↑  安裝鯊魚鰭(sharklets)
3. ↑  0 - 3 額外油箱[41]
4. ↑  典型乘客及行李，安裝鯊魚鰭(sharklets)